# Pilota d'Or 2008

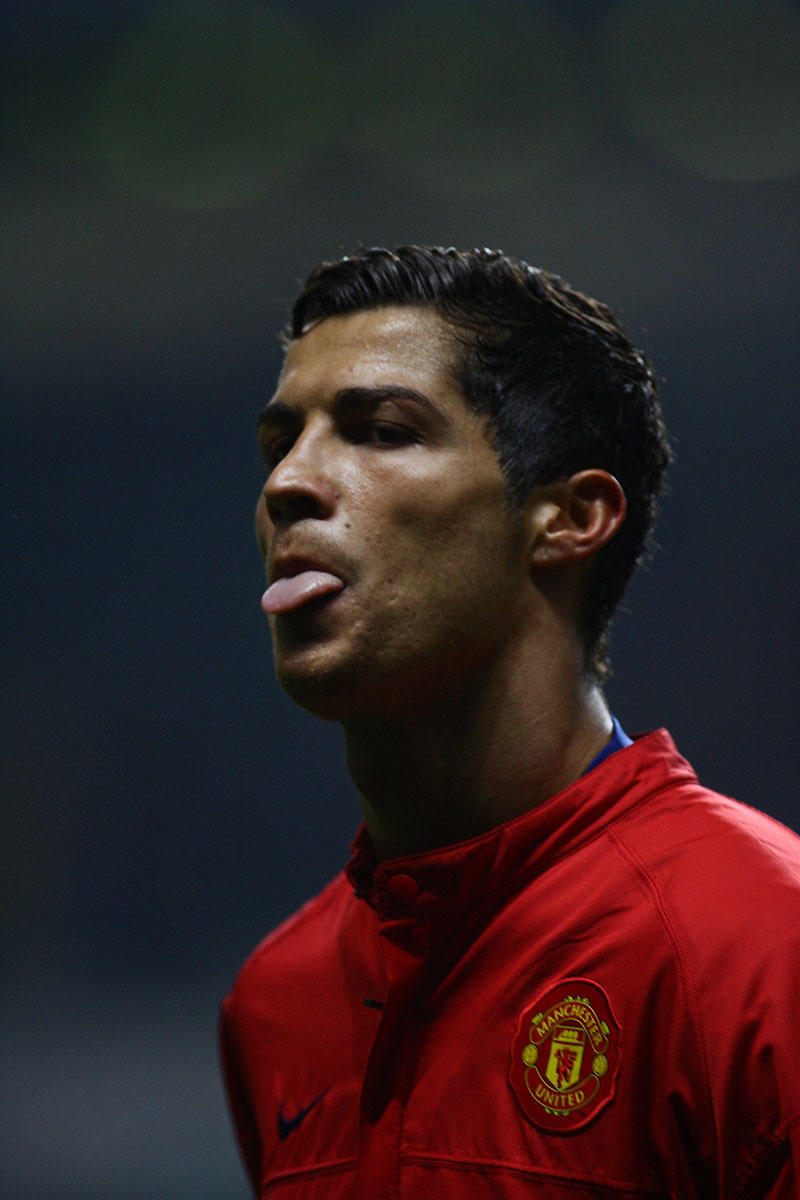

La Pilota d'Or 2008 va recompensar el 2 de desembre de 2008 a Cristiano Ronaldo com a millor futbolista del món, segons la revista France Football.
És el tercer jugador portuguès que rep aquest premi, abans l'havien rebut Eusébio (1965) i Luís Figo (2000). També és el quart jugador del Manchester United FC que és guardonat després de Denis Law (1964), Bobby Charlton (1966) i George Best (1968).

## Classificació completa
| Posició | Nom                 | Club                 | Nacionalitat  | Punts |
| 1       | Cristiano Ronaldo   | Manchester United FC | Portugal      | 446   |
| 2       | Lionel Messi        | FC Barcelona         | Argentina     | 281   |
| 3       | Fernando Torres     | Liverpool FC         | Espanya       | 179   |
| 4       | Iker Casillas       | Reial Madrid         | Espanya       | 133   |
| 5       | Xavi Hernández      | FC Barcelona         | Catalunya     | 97    |
| 6       | Andrei Arxavin      | FC Zenit             | Rússia        | 64    |
| 7       | David Villa         | València CF          | Espanya       | 55    |
| 8       | Kaká                | Milan AC             | Brasil        | 31    |
| 9       | Zlatan Ibrahimovic  | Inter de Milà        | Suècia        | 30    |
| 10      | Steven Gerrard      | Liverpool FC         | Anglaterra    | 28    |
| 11      | Marcos Senna        | Vila-real CF         | Espanya       | 16    |
| 12      | Emmanuel Adebayor   | Arsenal FC           | Togo          | 12    |
| 13      | Wayne Rooney        | Manchester United FC | Anglaterra    | 11    |
| 14      | Sergio Agüero       | Atlètic de Madrid    | Argentina     | 10    |
| 15      | Frank Lampard       | Chelsea FC           | Anglaterra    | 8     |
| 16      | Franck Ribéry       | Bayern de Múnic      | França        | 7     |
| 17      | Samuel Eto'o        | FC Barcelona         | Camerun       | 6     |
| 18      | Gianluigi Buffon    | Juventus FC          | Itàlia        | 5     |
| 19      | Michael Ballack     | Chelsea FC           | Alemanya      | 4     |
| 19      | Cesc Fàbregas       | Arsenal FC           | Catalunya     | 4     |
| 21      | Didier Drogba       | Chelsea FC           | Costa d'Ivori | 3     |
| 21      | Sergio Ramos        | Reial Madrid         | Espanya       | 3     |
| 21      | Nemanja Vidić       | Manchester United FC | Sèrbia        | 3     |
| 24      | Edwin van der Sar   | Manchester United FC | Països Baixos | 2     |
| 24      | Ruud van Nistelrooy | Reial Madrid         | Països Baixos | 2     |

- Cinc jugadors que van estar nominats no van obtindre cap punt en les votacions, van ser: Karim Benzema, Pepe, Rafael van der Vaart, Luca Toni i Iuri Jirkov.